# 紫光任務
《紫光任務》（英語：Ultraviolet）是一部2006年上映的美國科幻動作片，由寇特·威默編劇並執導，並由幕寶電影公司製作。電影主演為米拉·乔沃维奇，她飾演薇爾莉特·宋（Violet Song），卡梅隆·布萊特飾演六號（Six），尼克・欽倫（Nick Chinlund）則飾演費迪南·達克薩斯（Ferdinand Daxus）。該片於2006年3月3日在北美上映，獲得負面評論，且票房表現不佳。此電影於2006年6月27日發行了DVD和藍光光碟。
故事的主軸圍繞薇爾莉特，一位感染了類似吸血鬼的疾病「血族症」（hemoglophagia）的女性。她生活在一個未來的反烏托邦世界中，該疾病具高度傳染性，感染者一旦被發現便會遭到處決。薇爾莉特擁有高超的武術技巧，帶領一群反抗軍與政府對抗，並遇見了一個名叫六號的男孩，他的血液可能包含治癒這種疾病的關鍵。
電影的小說改編版由伊馮娜·納瓦羅（Yvonne Navarro）撰寫，並且增加了更多的背景故事和角色發展。這本書與電影有多處不同之處，包括一個更具模糊性的結局以及部分劇情轉折的刪除。除此之外，日本的衛星電視動畫頻道Animax推出了一部名為《紫光任務：代號044》的動畫影集，由Madhouse製作。

## 劇情
故事發生在21世紀中葉，美國一間非法生物科技實驗室發生了一場事故，實驗室原本試圖創造出用來征服第三世界的超級士兵，但實驗最終失敗。結果，部分地球人口感染了一種病毒，這種病毒會覆寫並取代DNA，將人類變異成「血族」（hemophages）──擁有吸血鬼般的尖牙，且比人類更強壯、更敏捷、更聰明，但因為基因崩解，他們的壽命非常短暫。
人類隨後對血族展開戰爭，而血族則被迫轉入地下活動。由於執法機構無法阻止病毒傳播，世界各國政府相繼崩潰，人權被廢除。面對全球的緊急狀況，各國政府成立了「大宗部」（ArchMinistry），這是一個強大的跨國企業，實質掌控了聯合國和世界衛生組織的權力。血族超級士兵薇爾莉特·傑特·夏瑞夫（Violet Jat Shariff）隸屬於地下反抗組織，致力於對抗這個極權政權。
薇爾莉特被指派去竊取一種據說是針對血族設計的反變種武器。利用她的超能力，薇爾莉特襲擊了一個名為「血庫」（Blood Bank）的研究中心，在那裡，一種能摧毀血族的超級武器被藏了起來。然而，武器容器裡竟裝著一個9歲的男孩——六號，他是副樞機費迪南·達克薩斯（Ferdinand Daxus）的克隆人，體內攜帶著對血族極具威脅的病毒。薇爾莉特將六號帶回了反抗軍的基地，但她在一時心軟之下，阻止了血族將他殺死。
薇爾莉特和她的盟友計劃製造一種疫苗，使她和血族能夠重返人類世界，但副樞機的特種部隊和血族都在追捕她。隨著劇情的發展，薇爾莉特發現大部分血族已經與副樞機達成了勾結，而副樞機本人也暗中是一個血族。在反抗軍的實驗室裡，薇爾莉特得知六號其實並不對血族構成威脅，但對副樞機來說，六號具有神秘的價值。薇爾莉特最終發現，達克薩斯的計劃是藉由引發新的疫情來增加他的財富，讓人們每天必須購買解藥，而六號是他這個陰謀中的關鍵。
後來，薇爾莉特得知，當初實驗室事故是達克薩斯故意策劃的，這樣他就能利用這場災難爬升到世界領導的地位。薇爾莉特經歷了多場戰鬥，成功拯救了六號，並將他轉變為血族，最終擊敗了達克薩斯。薇爾莉特發誓要保護這個世界，遠離仇恨和分裂，最後，她與六號一同騎著摩托車，駛向夕陽。

## 演員表
- 米拉·乔沃维奇 飾演 薇爾莉特·宋·傑特·夏瑞夫
- 伊達·馬丁 飾演 年輕的薇爾莉特
- 卡麥隆·布萊特 飾演 六號
- 尼克·金倫德 飾演 副樞機費迪南·達克薩斯
- 史蒂芬·卡科特 飾演 年輕的達克薩斯
- 威廉·菲奇納 飾演 加斯
- 史考特·派柏 飾演 加斯的助手
- 塞巴斯蒂安·安德烈 飾演 納瓦
- 克里斯多夫·加納 飾演 路瑟
- 里卡多·馬莫德-維加 飾演 宋·傑特·夏瑞夫
- 卡塔琳娜·楊庫拉 飾演 夏瑞夫的新妻子（加長版）
- 珍妮佛·卡普托 飾演 伊莉莎白·P·沃特金斯
- 陸督 飾演 卡瓦亞
- 基蘭·奧洛克 飾演 克羅斯警探
- 萊恩·馬丁 飾演 布雷德警探
- 迪格·梅施 飾演 恩德拉警探
- 庫特·維莫（導演客串）飾演 血族
- 理查·傑克森 飾演 大宗部電腦技師
- 瑪莉·凱瑟琳·威廉斯 飾演 紫髮購物者（加長版）

## 製作
電影的製作於2004年2月初開始拍攝，並在中國多個城市取景，最著名的包括香港和上海。拍攝工作於2004年6月底完成。這部電影使用Sony HDW-F900數位高清攝影機拍攝，全程以數位方式完成拍攝。
在2005年，電影的預告片被洩露到網路上。導演庫特·維莫親自到數個討論區，要求所有片段被移除，以防止劇情遭到提前揭露。電影的配樂中使用了羅伯·杜根（Rob Dougan）的「Clubbed to Death (Kurayamino Edition)」，以及傑姆（Jem）的歌曲「24」 。
米拉·乔沃维奇對這部電影感到不滿，因為她在剪輯過程中被排除在外，儘管原本承諾會讓她參與表演的剪輯過程。

## 迴響

### 影評反應
在爛番茄網站上，《紫光任務》僅獲得8%的好評率，基於83篇影評的評分，平均得分為3/10。網站的評論共識指出：「這是一部難以理解且容易被遺忘的科幻驚悚片，無論從哪個角度來看都顯得拙劣。」
在Metacritic上，這部片基於19位影評人的評價，拿到了18分（滿分100分），顯示出「壓倒性的負面評價」。根據CinemaScore的觀眾調查，電影的觀眾評級為「D+」，評分範圍從A到F。
《荷里活報道》的法蘭克·薛克（Frank Scheck）表示：「這是最新一部"爛到不願放映給影評人觀看"的電影。」他還批評了片中的動作場景：「儘管場面相當宏大，但不免讓人覺得有些老套」，並且「其他場景顯得更加荒謬」。羅伯特·柯勒（Robert Koehler）在《綜藝》雜誌中寫道：「這部電影被完全包裹在一個合成的包裝中——Sony頂級的高畫質攝影機、顯而易見的低預算特效、極度陳腐且模仿性的動作與對話——最終呈現的是一部幾乎沒有生命力的作品。」

### 票房
《紫光任務》於2006年3月3日在北美上映，首週末票房收入為9,064,880美元，位居第四。最終北美票房總收入為18,535,812美元，國際票房則為12,534,399美元，全球總票房達到31,070,211美元。雖然電影製作成本為3,000萬美元，但票房表現仍被視為失敗。

## 家用媒體
《紫光任務》於2006年6月27日在北美發行了DVD和藍光光碟。這部電影有兩個版本，一個是未分級版（長度94分鐘），另一個是PG-13版（長度88分鐘）。此外，電影的初剪版本接近兩個小時，最終未分級版只恢復了其中6分鐘的刪減片段。北美、歐洲、南美、香港和韓國的藍光版本都是PG-13版，這是因為Sony當時不允許未分級或NC-17內容發行在藍光這種新興格式上，這條規定後來已經取消。然而，2007年1月1日發行的日本藍光版本則包含94分鐘的未分級版本，並附有DVD上的所有額外內容（除了少數幾部預告片之外）。
這部電影在DVD市場表現相當不錯，僅出租收入就超過了3,510萬美元。最終，《紫光任務》透過DVD市場獲得了超過3,600萬美元的利潤。

## 外部連結
- 互联网电影数据库（IMDb）上《Ultraviolet》的资料（英文）
- Box Office Mojo上《Ultraviolet》的資料（英文）